# Michael Stuhlbarg
Michael S. Stuhlbarg (Long Beach, Califòrnia, 5 de juliol de 1968) és un actor estatunidenc de cinema i televisió. El seu paper més famós és a el d'Arnold Rothstein a la sèrie HBO Boardwalk Empire, comtambé com el professor Larry Gopnik a la pel·lícula dels Germans Coen A Serious Man.

## Biografia
Va néixer a Long Beach, Califòrnia, i es va criar practicant el judaisme reformista. Fill de Susan i Morton Stuhlbarg, el seu primer acostament a l'actuació va ser amb onze anys, quan va formar part d'una producció teatral comunitària de Bye Bye Birdie, com a membre del cor.
Després de la secundària, Stuhlbarg va assistir a l'Escola de teatre, cinema i televisió de la Universitat de Califòrnia a Los Angeles. Dos anys després, va passar a l'Acadèmia Juilliard de Nova York, on va romandre des de 1988 a 1992 i va rebre un títol de grau en actuació. També va estudiar actuació en el National Youth Theatre de la Universitat de Londres.
Després de la universitat es va convertir en un notable actor de teatre, apareixent en diverses produccions incloent Old Wicked Songs el 1996 i Long Day's Journey into Night el 1997 i The Pillowman el 2005 per la qual va rebre un premi com a millor actor per part de la crítica de Nova York.
Va tenir papers menors en pel·lícules com The Grey Zone fent d'un dels jueus, Body of Lies fent d'advocat, i Cold Souls com un inversor. No obstant això, el seu primer paper com a protagonista va ser en la comèdia d'humor negre Un home seriós (2009) dels germans Coen, on interpreta a Larry Gopnik, un professor universitari saturat de problemes. Al principi, Stuhlbarg va ser cridat a l'audició per a un paper en el pròleg de la pel·lícula, per la qual va haver d'aprendre fonèticament una escena parlada enterament en jiddisch, però per a aquest paper els Coen van preferir comptar amb un actor que dominés l'idioma. Sis mesos després va ser cridat per a una altra audició, aquesta vegada per a dos personatges: Arthur i Larry. Va aprendre tres escenes de cadascun i els Coen van decidir donar-li el segon paper.
Ha aparegut en sèries de televisió com Law & Order, Ugly Betty i The American Experience. El 2009 va ser confirmat com a part del repartiment regular de la sèrie Boardwalk Empire, produïda per Martin Scorsese i protagonitzada per Steve Buscemi. Ambientada durant l'època de la llei seca a Nova Jersey, Stuhlbarg interpreta al cap mafiós Arnold Rothstein. Sobre el seu paper, The Hollywood Reporter va escriure: "...com el fred i calculador Rothstein, Michael Stuhlbarg fa un gir de 180 graus separant-se de l'ansiós perdedor que va protagonitzar A Serious Man dels germans Coen".
El 2010 va ser confirmat per a l'adaptació en 3D d'Hugo, dirigida i produïda per Martin Scorsese. La pel·lícula va ser estrenada a finals de 2011 i va rebre crítiques positives. Sobre la seva experiència en la pel·lícula, Stuhlbarg va dir: "Va ser com estar dins d'un llibre animat, a excepció que va ser real. Van ser increïblement realistes i van cuidar els detalls; s'havia pensat cada aspecte (...) No havies de fer res, tot estava fet per a tu".

## Filmografia
| Any          | Títol                         | Personatge             | Notes |
| ------------ | ----------------------------- | ---------------------- | --- |
| 1998         | A Price Above Rubies          | Hassid (jove)          | |
| 2001         | La zona grisa (The Grey Zone) | Cohen                  | |
| 2006         | Law & Order: Criminal Intent  | Marcel Costas          | Programa de televisió Temporada 5, Episodi 11: "Slither" |
| 2006–2007    | Studio 60 on the Sunset Strip | Jerry                  | Programa de televisió 2 episodis |
| 2006–2010    | The American Experience       | Diversos papers        | Documental televisiu 4 episodis |
| 2008         | Law & Order                   | Timothy Pace           | Programa de televisió Temporada 18, Episodi 15: "Bogeyman" |
| 2008         | Afterschool                   | Mr. Burke              | |
| 2008         | Body of Lies                  | Ferris' Attorney       | |
| 2009         | Cold Souls                    | Hedge Fund Consultant  | |
| 2009         | A Serious Man                 | Larry Gopnik           | Premis Independent Spirit - Robert Altman Award Santa Barbara International Film Festival - Virtuoso Award Satellite Award for Best Actor - Motion Picture Musical or Comedy Nominació − Chicago Film Critics Association Award for Best Actor Nominació − Globus d'Or al millor actor musical o còmic Nominació − Gotham Independent Film Award for Best Ensemble Cast Nominació − London Film Critics Circle Award for Actor of the Year Nominació − San Diego Film Critics Society Award for Best Performance by an Ensemble |
| 2009         | Ugly Betty                    | Heinrich               | Programa de televisió 1 Episodi |
| 2010–present | Boardwalk Empire              | Arnold Rothstein       | Programa de televisió 22 Episodis Screen Actors Guild Award for Outstanding Performance by an Ensemble in a Drama Series (2010, 2011) |
| 2011         | Hugo                          | René Tabard            | |
| 2012         | Men in Black 3                | Griffin                | |
| 2012         | Seven Psychopaths             | Tommy                  | |
| 2012         | Lincoln                       | George Yeaman          | |
| 2012         | Hitchcock                     | Lew Wasserman          | |
| 2013         | Blue Jasmine                  | Dr. Flicker (dentista) | |
| 2014         | El cas Fischer                | Paul Marshall          | |
| 2016         | Arrival                       | Agent Halpern          | |
| 2017         | Call Me by Your Name          | M. Perlman             | |
| 2017         | The Post                      | Eugene Patterson       | |